# Lourdes Valera
Lourdes del Valle Valera Galvis (Caracas, 15 de junio de 1963 - Caracas, 2 de mayo de 2012) fue una actriz venezolana.

## Biografía
Lourdes Valera comienza a hacer teatro a los 10 años, en el grupo de teatro de su colegio de educación primaria. En 1979, cuando apenas tenía 16 años, incursiona en la televisión en el programa Radio Rochela de la cadena RCTV donde desarrolló su faceta como comediante y, posteriormente, en otro programa similar titulado El niño de papel, junto a Carlos Villagrán "Kiko".
En 1983 intervino en la telenovela venezolana Leonela, la cual sería su primera participación en este género.
Se graduó de licenciada en Comunicación Social en la Universidad Central de Venezuela, debido a la insistencia de su madre, quien le pidió terminara sus estudios mientras incursionaba en el mundo artístico.
En el año 1985 participó en la telenovela Cristal. En el año 1993 se casó con al director de cine y televisión Luis Alberto Lamata, a quien conoció en el año 1984. La pareja no tuvo hijos, a pesar de que fue su gran anhelo.
En su hoja de vida se destacan sus participaciones en las telenovelas: La vida entera, Ciudad Bendita, Se solicita príncipe azul, Cosita rica, Las González, Guerra de mujeres, Amantes de luna llena, Enséñame a querer, El país de las mujeres, Contra viento y marea, La llaman Mariamor, Cruz de nadie, Las dos Dianas, Señora, Cristal, Topacio, entre otras. Lourdes Valera participó en más de 20 producciones de cine y televisión a lo largo de su carrera.
En 2008, al hacerse unas revisiones para una operación estética, le fue diagnosticado un cáncer de pulmón el cual, aparentemente, más tarde superó satisfactoriamente. En el 2011 con el personaje Bárbara Miranda de la telenovela El árbol de Gabriel cerró su carrera en dramáticos.
Una recaída en el 2011 hizo que el 2 de mayo de 2012 falleciera, a las 3:30 de la tarde, a causa de dicho cáncer. Sus restos fueron velados en el Cementerio del Este en Caracas y, luego, fueron cremados.

## Filmografía

### Televisión

#### Telenovelas
- Días de infamia (1983, RCTV) ... Demente (no aparece en los créditos)
- Leonela (1983, RCTV) ... Dependienta
- La salvaje (1984, RCTV) ... Ana Sol
- Topacio (1984-1985, RCTV) ... Violeta Montero
- Rebeca (1984-85, RCTV) ... Flor Ana
- Cristal (1985-1986, RCTV) ... Zoraida Reyes Montiel, "Cerebrito"
- Roberta (1987, RCTV) ... Elena Antúnez
- Señora (1988-1989, RCTV) ... Zoraida Briceño
- Amanda Sabater (1989, RCTV) ... Betty Acevedo
- Carmen querida (1990, RCTV) ... Iraida
- La traidora (1991, Marte TV) ... Sofía Maldonado Mendoza
- Las dos Dianas (1992, Marte TV) ... Rosa "Rosita"
- Divina obsesión (1992-93, Marte TV) ... Amelia
- El paseo de la gracia de Dios (1993-1994, Marte TV) ... Emma
- Amores de fin de siglo (1995, RCTV)
- Cruz de nadie (1995-1996, Marte TV) Pilarica Sirfuego
- La llaman Mariamor (1996-1997, Marte TV) ... Francesca Aristiguieta
- Contra viento y marea (1997, Venevisión) ... Leticia Flores, "La Zurda"
- Enséñame a querer (1998, Venevisión) ... Matea Pérez
- El país de las mujeres (1998-1999, Venevisión) ... Chiqui Gallardo Gómez
- Amantes de luna llena (2000-2001, Venevisión) ... Guadalupe "Lupita" Madera
- Guerra de mujeres (2001-2002, Venevisión) ... Dolores Guerra "Lolita"
- Las González (2002, Venevisión) ... Bromelia
- Cosita rica (2003-2004, Venevisión) ... "La Chata"
- Se solicita príncipe azul (2005-2006, Venevisión) ... Miriam Rondón
- Ciudad Bendita (2006-2007, Venevisión) ... Francisca "Ñingüita"/"Burusa"
- La vida entera (2008-2009, Venevisión) ... Rosa Coronel
- Harina de otro costal (2010, Venevisión) ... Gracia de Roca
- El árbol de Gabriel (2011-2012, Venevisión) ... Bárbara Miranda

#### Otros programas
- Radio Rochela (1979-1983) ... Diversos personajes
- El niño de papel (1981-1982) ... Julie
- Las nuevas aventuras de Federrico (1984) ... La Gata

### Cine
- Rosa de Francia (1995)
- Desnudo con naranjas (1995) ... Margarita
- 13 segundos (2007) ... Mercedes
- El enemigo (2008) ... Antonieta Sánchez
- Bloques (2008) ... Norma
- Taita Boves (2010) ... Beata
- Patas arriba (2011) ... Monserrat
- Cuidado con lo que sueñas (2012) ... Déborah

## Teatro
- Sólo dementes
- Toc Toc
- A 2.50 la Cuba libre
- Confesiones de mujeres de 30
- Brujas
- Locas, trasnochadas y melancólicas